# Championnat d'Algérie de football 2020-2021
Navigation
Ligue 1
2019-2020 Ligue 1
2021-2022
La saison 2020-2021 de Ligue 1 est la 59e édition du Championnat d'Algérie de football. La saison commence le 27 novembre 2020 et se termine le 28 août 2021. Le championnat met aux prises 20 clubs. Les équipes promues de 2e division sont le RC Relizane, le WA Tlemcen, la JSM Skikda et l'Olympique de Médéa, champion de Ligue 2 en titre.
La saison précédente est marquée par l'arrêt du championnat à partir du 15 mars 2020 à cause de la pandémie de Covid-19.

## Équipes participantes
| \| JSK Alger CABBA RCR CSC OM ASO ESS NCM MCO USMBA USB JSS ASAM WAT JSMS \| Localisation des clubs engagés dans le championnat. |
| JSK Alger CABBA RCR CSC OM ASO ESS NCM MCO USMBA USB JSS ASAM WAT JSMS                                                           |

| \| MCA USMA CRB NAHD PAC \| Localisation des clubs algérois engagés en L1. |
| MCA USMA CRB NAHD PAC                                                      |

### Participants et localisation
Pour la première fois de son histoire, le championnat algérien comptera un total de vingt équipes participent au championnat, les seize maintenus de la saison précédente, auxquelles s'ajoutent quatre promus de deuxième division : RC Relizane, WA Tlemcen, JSM Skikda et l'Olympique de Médéa (champions de Ligue 2)
La saison dernière, étant donné que le championnat algérien était déjà composé de seize clubs, il n'y a eu aucune relégation, et par conséquent ces quatre clubs ne remplacent aucun relégué.
Parmi les 20 clubs, aucun n'a jamais été relégué, mais cinq ont passé plus de 50 saisons dans le championnat algérien depuis sa création en 1963 : le CR Belouizdad, le MC Oran, l'ES Sétif, le MC Alger, et enfin la JS Kabylie. La JSK est d'ailleurs l’équipe qui est restée le plus longtemps en Division 1 sans discontinuer depuis 1969, soit seulement six années après la création du championnat.
Les 16 premiers du championnat 2019-2020 et les quatre premiers de la Ligue 2 2019-2020 participent à la compétition.
Légende des couleurs
- Ligue des champions 2020-2021
- Coupe de la confédération 2020-2021
- Promu de Ligue 2 2019-2020

| Club                  | Dernière montée | Classement 2019-2020 | Entraîneur               | Depuis | Stade                                      | Capacité en L1 | Nombre de saisons en L1 |
| --------------------- | --------------- | -------------------- | ------------------------ | ------ | ------------------------------------------ | -------------- | ----------------------- |
| CR Belouizdad         | 1989            | 1er                  | Franck Dumas             | 2020   | Stade du 20-Août-1955 (Alger)              | 15 000         | 55                      |
| MC Alger              | 2003            | 2e                   | Nabil Neghiz             | 2020   | Stade du 5-Juillet-1962                    | 65 000         | 51                      |
| ES Sétif              | 1997            | 3e                   | Nabil Kouki              | 2019   | Stade du 8-Mai-1945                        | 25 000         | 52                      |
| JS Kabylie            | 1969            | 4e                   | Youcef Bouzidi           | 2020   | Stade du 1er-Novembre-1954                 | 25 000         | 51                      |
| CS Constantine        | 2011            | 5e                   | Abdelkader Amrani        | 2020   | Stade Chahid-Hamlaoui                      | 40 000         | 23                      |
| USM Alger             | 1995            | 6e                   | Thierry Froger           | 2020   | Stade Omar-Hamadi                          | 10 000         | 40                      |
| JS Saoura             | 2012            | 7e                   | Meziane Ighil            | 2020   | Stade du 20-Août-1955                      | 20 000         | 8                       |
| AS Aïn M'lila         | 2018            | 8e                   | Abdelkader Yaïche        | 2020   | Stade Touhami Zoubir Khelifi               | 8 500          | 21                      |
| MC Oran               | 2009            | 9e                   | Bernard Casoni           | 2020   | Stade Ahmed-Zabana                         | 40 000         | 55                      |
| Paradou AC            | 2017            | 10e                  | Hakim Malek              | 2020   | Stade Omar-Hamadi                          | 10 000         | 5                       |
| USM Bel Abbès         | 2016            | 11e                  | Lyamine Bougherara       | 2020   | Stade du 24-Février-1956                   | 45 000         | 23                      |
| ASO Chlef             | 2019            | 12e                  | Fodil Moussi             | 2020   | Stade Mohamed-Boumezrag                    | 25 000         | 29                      |
| CA Bordj Bou Arreridj | 2018            | 13e                  | Billel Dziri             | 2020   | Stade du 20-Août-1955 (Bordj Bou Arreridj) | 15 000         | 29                      |
| US Biskra             | 2019            | 14e                  | Moez Bououkaz            | 2020   | Stade du 18-Février                        | 35 000         | 6                       |
| NC Magra              | 2019            | 15e                  | Mohamed Bacha            | 2020   | Stade du 8-Mai-1945                        | 25 000         | 2                       |
| NA Hussein Dey        | 2014            | 16e                  | Nadir Leknaoui           | 2020   | Stade des Frères-Zioui                     | 7 000          | 43                      |
| Olympique de Médéa    | 2020            | 1er (Ligue 2)        | Cherif Hadjar            | 2020   | Stade Imam-Lyes                            | 12 000         | 4                       |
| JSM Skikda            | 2020            | 2e (Ligue 2)         | Younès Ifticène          | 2019   | Stade du 20-Août-1955 (Skikda)             | 30 000         | 4                       |
| WA Tlemcen            | 2020            | 3e (Ligue 2)         | Abdelaziz Abbès          | 2019   | Complexe sportif Akid Lotfi                | 30 000         | 29                      |
| RC Relizane           | 2020            | 4e (Ligue 2)         | Tahar Chérif El-Ouazzani | 2020   | Stade Tahar-Zoughari                       | 30 000         | 7                       |

### Changements d'entraîneur
| Club           | Entraîneur(s) partant(s) | Motif du départ | Date de départ    | Position   | Entraîneur(s) arrivant(s) | Date d'arrivée    |
| -------------- | ------------------------ | --------------- | ----------------- | ---------- | ------------------------- | ----------------- |
| CS Constantine | Karim Khouda             | Fin de contrat  | 24 juin 2020      | Pré-saison | Abdelkader Amrani         | 25 juin 2020      |
| USM Alger      | Mounir Zeghdoud          | Fin de contrat  | 5 août 2020       | Pré-saison | François Ciccolini        | 6 août 2020       |
| NA Hussein Dey | Fouad Bouali             | Fin de contrat  | 5 août 2020       | Pré-saison | Nabil Leknaoui            | 25 août 2020      |
| Paradou AC     | Francisco Chaló          | Fin de contrat  | 18 août 2020      | Pré-saison | Hakim Malek               | 26 août 2020      |
| MC Oran        | Bachir Mecheri           | Fin de contrat  | 30 juin 2020      | Pré-saison | Bernard Casoni            | 31 août 2020      |
| RC Relizane    | Youcef Bouzidi           | Fin de contrat  | 20 septembre 2020 | Pré-saison | Tahar Chérif El-Ouazzani  | 27 septembre 2020 |
| AS Aïn M'lila  | Lyamine Bougherara       | Résignation     | 30 septembre 2020 | Pré-saison | Abdelkader Yaïche         | 1er octobre 2020  |
| USM Bel Abbès  | Zine Zouaoui             | Résignation     | 30 septembre 2020 | Pré-saison | Lyamine Bougherara        | 1er octobre 2020  |
| US Biskra      | Noureddine Boukkazoula   | Résignation     | 30 septembre 2020 | Pré-saison | Moez Bououkaz             | 4 octobre 2020    |
| USM Alger      | François Ciccolini       | Résignation     | 22 novembre 2020  | Pré-saison | Bouziane Benaraïb         | 23 novembre 2020  |
| JS Kabylie     | Yamen Zelfani            | Résignation     | 28 novembre 2020  | 10e        | Youcef Bouzidi            | 28 novembre 2020  |
| USM Alger      | Bouziane Benaraïb        | Résignation     | 5 décembre 2020   | 17e        | Thierry Froger            | 5 décembre 2020   |

## Compétition

### Règlement
Le classement est calculé avec le barème de points suivant : une victoire vaut trois points, le match nul un. La défaite ne rapporte aucun point.
Les critères de départage sont inchangés depuis la saison 2017-2018. Ceux-ci se présentent ainsi :
1. plus grand nombre de points ;
2. plus grande différence de buts générale ;
3. plus grand nombre de points dans les confrontations directes ;
4. plus grande différence de buts particulière ;
5. plus grand nombre de buts dans les confrontations directes ;
6. plus grand nombre de buts à l'extérieur dans les confrontations directes ;
7. plus grand nombre de buts marqués ;
8. plus grand nombre de buts marqués à l'extérieur ;
9. plus grand nombre de buts marqués sur une rencontre de championnat ;
10. meilleure place au Challenge du Fair-play (1 point par joueur averti, 3 points par joueur exclu).

### Classement
| Rang | Équipe                | Pts | J  | G  | N  | P  | Bp | Bc | Diff |
| ---- | --------------------- | --- | -- | -- | -- | -- | -- | -- | ---- |
| 1    | CR Belouizdad T S     | 79  | 38 | 22 | 13 | 3  | 71 | 27 | +44  |
| 2    | ES Sétif -1           | 71  | 38 | 21 | 9  | 8  | 69 | 32 | +37  |
| 3    | JS Saoura -3          | 69  | 38 | 21 | 9  | 8  | 60 | 29 | +31  |
| 4    | USM Alger             | 65  | 38 | 19 | 8  | 11 | 62 | 39 | +23  |
| 5    | JS Kabylie L          | 61  | 38 | 16 | 11 | 11 | 44 | 34 | +10  |
| 6    | MC Oran               | 60  | 38 | 15 | 15 | 8  | 51 | 37 | +14  |
| 7    | MC Alger              | 57  | 38 | 15 | 12 | 11 | 59 | 43 | +16  |
| 8    | CS Constantine        | 57  | 38 | 15 | 12 | 11 | 43 | 31 | +12  |
| 9    | NC Magra              | 52  | 38 | 14 | 10 | 14 | 38 | 44 | -6   |
| 10   | Olympique de Médéa P  | 51  | 38 | 13 | 12 | 13 | 40 | 43 | -3   |
| 11   | Paradou AC            | 50  | 38 | 13 | 11 | 14 | 53 | 55 | -2   |
| 12   | NA Hussein Dey        | 47  | 38 | 11 | 14 | 13 | 46 | 45 | +1   |
| 13   | RC Relizane P -4      | 47  | 38 | 13 | 12 | 13 | 35 | 51 | -16  |
| 14   | US Biskra             | 46  | 38 | 11 | 13 | 14 | 32 | 46 | -14  |
| 15   | WA Tlemcen P          | 45  | 38 | 12 | 9  | 17 | 40 | 44 | -4   |
| 16   | ASO Chlef             | 45  | 38 | 12 | 9  | 17 | 40 | 49 | -9   |
| 17   | AS Aïn M'lila -3      | 44  | 38 | 13 | 8  | 17 | 37 | 51 | -14  |
| 18   | USM Bel Abbès         | 38  | 38 | 9  | 11 | 18 | 32 | 58 | -26  |
| 19   | CA Bordj Bou Arreridj | 22  | 38 | 4  | 10 | 24 | 29 | 67 | -38  |
| 20   | JSM Skikda P          | 18  | 38 | 5  | 3  | 30 | 17 | 73 | -56  |

Qualifications africaines
- Ligue des champions 2021-2022
- Coupe de la confédération 2021-2022

Relégation
- Relégation en Ligue 2 2021-2022

Abréviations
- T : Tenant du titre
- L : Vainqueur de la Coupe de la Ligue
- S : Vainqueur de la Supercoupe d'Algérie 2019
- P : Promus de Ligue 2 2019-2020
- -* : Points de pénalité

#### Défalcations de points
- Défalcation de 3 points à la JS Saoura par la commission de discipline de la Ligue de football professionnel (LFP) par pénalité pour avoir incorporé un joueur alors qu'il était suspendu.
- Défalcation de 4 points au RC Relizane par la commission de discipline de la LFP par pénalité pour avoir incorporé deux joueurs alors qu'ils étaient suspendus.
- Défalcation de 1 point à l'ES Sétif par la commission de discipline de la LFP par pénalité pour avoir présenté des tests Covid-19 périmés.
- Défalcation de 3 points à la AS Aïn M'lila par la commission de discipline de la LFP par pénalité pour avoir incorporé un joueur alors qu'il était suspendu.

### Résultats
| Résultats (▼dom., ►ext.)                                   | ASAM | ASO | CABBA | CRB | CSC | ESS | JSK | JSS | JSMS | MCA | MCO | NAHD | NCM | OM  | PAC | RCR | USB | USMA | USMBA | WAT |
| AS Aïn M'lila                                              |      | 0-0 | 1-0   | 0-0 | 2-3 | 2-1 | 1-1 | 1-1 | 3-0  | 2-0 | 2-1 | 1-0  | 2-1 | 1-3 | 2-1 | 0-0 | 2-1 | 0-3  | 1-0   | 0-3 |
| ASO Chlef                                                  | 2-3  |     | 2-0   | 1-3 | 1-1 | 1-1 | 0-2 | 0-6 | 1-0  | 1-1 | 0-0 | 1-1  | 0-1 | 1-0 | 2-1 | 2-1 | 1-0 | 1-0  | 4-1   | 1-0 |
| CA Bordj Bou Arreridj                                      | 2-0  | 1-0 |       | 1-3 | 0-3 | 1-5 | 1-1 | 0-1 | 1-0  | 0-2 | 0-2 | 1-2  | 2-2 | 2-2 | 3-2 | 0-1 | 0-0 | 0-1  | 1-1   | 0-1 |
| CR Belouizdad                                              | 5-1  | 2-1 | 1-0   |     | 1-1 | 1-1 | 2-1 | 2-1 | 3-2  | 2-0 | 1-1 | 2-0  | 1-0 | 2-0 | 1-0 | 6-1 | 4-2 | 0-1  | 3-1   | 1-1 |
| CS Constantine                                             | 0-1  | 0-0 | 5-4   | 0-0 |     | 0-1 | 1-2 | 1-0 | 4-0  | 1-0 | 1-3 | 2-1  | 2-0 | 2-0 | 0-1 | 5-2 | 1-1 | 2-1  | 1-0   | 0-0 |
| ES Sétif                                                   | 4-0  | 3-0 | 2-0   | 0-0 | 1-0 |     | 1-0 | 2-2 | 2-0  | 0-1 | 4-1 | 3-2  | 2-0 | 0-0 | 1-0 | 1-1 | 4-0 | 1-1  | 8-0   | 4-1 |
| JS Kabylie                                                 | 1-0  | 2-1 | 0-0   | 0-3 | 0-1 | 1-3 |     | 2-1 | 1-0  | 2-1 | 0-1 | 1-1  | 1-0 | 2-1 | 1-1 | 1-0 | 1-1 | 1-2  | 0-0   | 1-0 |
| JS Saoura                                                  | 4-1  | 2-2 | 2-0   | 1-1 | 1-0 | 1-0 | 2-0 |     | 3-0  | 1-0 | 1-1 | 2-1  | 1-0 | 2-0 | 3-1 | 5-1 | 4-0 | 2-2  | 2-0   | 1-0 |
| JSM Skikda                                                 | 2-0  | 1-4 | 1-0   | 0-6 | 0-0 | 0-1 | 1-1 | 1-0 |      | 1-0 | 0-1 | 0-1  | 0-2 | 0-1 | 0-3 | 0-2 | 2-1 | 0-3  | 0-3   | 1-2 |
| MC Alger                                                   | 3-3  | 2-0 | 3-0   | 1-1 | 1-0 | 3-2 | 1-2 | 1-0 | 3-0  |     | 1-1 | 4-4  | 5-1 | 3-0 | 4-0 | 2-2 | 1-1 | 2-2  | 2-1   | 2-1 |
| MC Oran                                                    | 0-0  | 1-0 | 1-1   | 0-3 | 0-0 | 4-0 | 0-0 | 2-1 | 1-0  | 2-1 |     | 3-2  | 1-2 | 0-0 | 3-1 | 1-0 | 6-0 | 1-1  | 1-1   | 2-1 |
| NA Hussein Dey                                             | 1-1  | 1-0 | 3-0   | 2-2 | 2-1 | 0-1 | 0-2 | 1-1 | 2-0  | 0-0 | 1-1 |      | 1-1 | 3-0 | 1-2 | 3-0 | 1-1 | 2-1  | 1-1   | 1-0 |
| NC Magra                                                   | 3-2  | 3-2 | 3-0   | 0-0 | 1-0 | 2-2 | 1-0 | 0-2 | 3-2  | 2-1 | 0-0 | 1-0  |     | 1-3 | 0-0 | 0-1 | 0-0 | 2-1  | 1-0   | 2-1 |
| Olympique de Médéa                                         | 1-0  | 2-1 | 2-1   | 0-0 | 0-0 | 3-1 | 1-1 | 0-1 | 3-0  | 1-1 | 1-1 | 2-1  | 0-0 |     | 1-2 | 1-1 | 1-0 | 1-0  | 1-1   | 2-1 |
| Paradou AC                                                 | 0-0  | 2-3 | 3-2   | 1-1 | 2-2 | 0-3 | 0-1 | 1-2 | 3-0  | 1-1 | 5-4 | 2-3  | 1-1 | 2-1 |     | 2-0 | 1-1 | 2-1  | 2-0   | 1-0 |
| RC Relizane                                                | 2-1  | 0-0 | 1-1   | 0-1 | 2-1 | 2-2 | 1-0 | 0-0 | 2-1  | 0-1 | 2-1 | 0-0  | 1-0 | 1-0 | 1-1 |     | 2-0 | 2-4  | 1-0   | 0-0 |
| US Biskra                                                  | 1-0  | 2-0 | 1-1   | 1-0 | 0-1 | 1-0 | 1-1 | 1-2 | 1-0  | 2-1 | 1-0 | 0-0  | 1-0 | 2-2 | 1-1 | 3-2 |     | 1-0  | 0-1   | 2-0 |
| USM Alger                                                  | 0-1  | 3-0 | 3-1   | 2-4 | 0-0 | 0-2 | 1-0 | 2-0 | 4-1  | 2-2 | 2-0 | 3-0  | 3-0 | 1-3 | 2-1 | 3-1 | 2-1 |      | 3-1   | 1-0 |
| USM Bel Abbès                                              | 1-0  | 2-1 | 1-1   | 0-2 | 0-1 | 0-2 | 0-5 | 1-1 | 2-1  | 1-2 | 1-1 | 1-0  | 1-0 | 2-0 | 0-0 | 2-2 | 1-0 | 1-1  |       | 2-3 |
| WA Tlemcen                                                 | 2-1  | 2-3 | 3-1   | 2-1 | 0-0 | 1-0 | 0-2 | 2-0 | 0-0  | 1-0 | 0-2 | 1-1  | 2-2 | 3-1 | 1-4 | 0-1 | 0-0 | 0-0  | 3-1   |     |
| - Victoire à domicile - Match nul - Victoire à l'extérieur |      |     |       |     |     |     |     |     |      |     |     |      |     |     |     |     |     |      |       |     |

#### Résultats modifiés ultérieurement
1. Le match PAC-JSS comptant pour la 18e journée s'est soldé par la victoire de l'équipe visiteuse (1-2), mais à la suite des réserves introduites par l'équipe locale sur la participation d'un joueur sans avoir purgé sa suspension de 4 cartons jaunes, la commission de discipline a décidé de donner match perdu pour la JSS ainsi qu'une défalcation de 3 points[20]. À la suite du recours déposé par la JSS, la commission de discipline a annulé la défalcation de 3 points mais maintient la perte du match pour l'équipe sans attribuer les points au PAC[21].
2. Le match RCR-ESS s'est terminé sur le score de 2-2, mais à la suite du non-respect du protocole sanitaire de la part de l'équipe de l'ESS, la commission de discipline a décidé l'annulation du résultat du match, avec match perdu pour l'ESS (0-2) sans attribution du gain au RCR, puis à la suite de la participation de joueurs suspendus de la part du RCR dans ce match, la commission a décidé l'annulation du résultat du match avec match perdu (0-3) ainsi qu'une défalcation de 3 points pour le RCR sans attribuer le gain à l'ESS[22].
3. Le match ASAM-JSK s'est terminé sur le score de 1-1, mais à la suite de la participation d'un joueur suspendu, la commission de discipline a décidé l'annulation du résultat du match, avec match perdu sur tapis-vert pour l'ASAM et victoire de la JSK (0-3) ainsi que la défalcation de 3 points à l'ASAM[23],[24].

### Domicile et extérieur
Voici le classement sur les performances des équipes respectivement a domicile et a l’extérieur :
| Rang | Équipe                | Pts | J  | G  | N | P  | Bp | Bc | Diff |
| ---- | --------------------- | --- | -- | -- | - | -- | -- | -- | ---- |
| 1    | JS Saoura             | 49  | 19 | 15 | 4 | 0  | 40 | 10 | +30  |
| 2    | CR Belouizdad         | 46  | 19 | 14 | 4 | 1  | 40 | 15 | +25  |
| 3    | ES Sétif              | 43  | 19 | 13 | 5 | 1  | 43 | 9  | +34  |
| 4    | USM Alger             | 41  | 19 | 13 | 2 | 4  | 37 | 18 | +19  |
| 5    | MC Alger              | 40  | 19 | 11 | 7 | 1  | 44 | 21 | +23  |
| 6    | US Biskra             | 38  | 19 | 11 | 5 | 3  | 22 | 12 | +10  |
| 7    | NC Magra              | 38  | 19 | 11 | 5 | 3  | 25 | 17 | +8   |
| 8    | MC Oran               | 37  | 19 | 10 | 7 | 2  | 29 | 14 | +15  |
| 9    | Olympique de Médéa    | 35  | 19 | 9  | 8 | 2  | 23 | 13 | +10  |
| 10   | CS Constantine        | 34  | 19 | 10 | 4 | 5  | 28 | 17 | +11  |
| 11   | NA Hussein Dey        | 32  | 19 | 8  | 8 | 3  | 26 | 15 | +11  |
| 12   | JS Kabylie            | 32  | 19 | 9  | 5 | 5  | 20 | 19 | +1   |
| 13   | ASO Chlef             | 32  | 19 | 9  | 5 | 5  | 22 | 22 | 0    |
| 14   | AS Aïn M'lila         | 31  | 19 | 10 | 4 | 5  | 22 | 21 | +1   |
| 15   | Paradou AC            | 30  | 19 | 9  | 6 | 4  | 33 | 24 | +9   |
| 16   | RC Relizane           | 30  | 19 | 9  | 7 | 3  | 20 | 14 | +6   |
| 17   | WA Tlemcen            | 30  | 19 | 8  | 6 | 5  | 23 | 20 | +3   |
| 18   | USM Bel Abbès         | 27  | 19 | 7  | 6 | 6  | 19 | 23 | -4   |
| 19   | CA Bordj Bou Arreridj | 17  | 19 | 4  | 5 | 10 | 16 | 29 | -13  |
| 20   | JSM Skikda            | 17  | 19 | 5  | 2 | 12 | 3  | 31 | -28  |

| Rang | Équipe                | Pts | J  | G | N | P  | Bp | Bc | Diff |
| ---- | --------------------- | --- | -- | - | - | -- | -- | -- | ---- |
| 1    | CR Belouizdad         | 33  | 19 | 8 | 9 | 2  | 31 | 12 | +19  |
| 2    | JS Kabylie            | 29  | 19 | 9 | 4 | 6  | 24 | 14 | +10  |
| 3    | ES Sétif              | 27  | 19 | 8 | 4 | 7  | 28 | 23 | +5   |
| 4    | USM Alger             | 24  | 19 | 6 | 6 | 7  | 25 | 21 | +4   |
| 5    | CS Constantine        | 23  | 19 | 5 | 8 | 6  | 15 | 14 | +1   |
| 6    | MC Oran               | 23  | 19 | 5 | 8 | 6  | 22 | 23 | -1   |
| 7    | JS Saoura             | 20  | 19 | 5 | 5 | 9  | 20 | 22 | -2   |
| 8    | Paradou AC            | 17  | 19 | 5 | 5 | 9  | 22 | 27 | -5   |
| 9    | MC Alger              | 17  | 19 | 4 | 5 | 10 | 15 | 22 | -7   |
| 10   | Olympique de Médéa    | 16  | 19 | 4 | 4 | 11 | 17 | 30 | -13  |
| 11   | WA Tlemcen            | 15  | 19 | 4 | 3 | 12 | 17 | 26 | -9   |
| 12   | NA Hussein Dey        | 15  | 19 | 3 | 6 | 10 | 20 | 30 | -10  |
| 13   | NC Magra              | 14  | 19 | 3 | 5 | 11 | 13 | 27 | -14  |
| 14   | ASO Chlef             | 13  | 19 | 3 | 4 | 12 | 18 | 31 | -13  |
| 15   | RC Relizane           | 13  | 19 | 4 | 5 | 10 | 19 | 37 | -18  |
| 16   | USM Bel Abbès         | 11  | 19 | 2 | 5 | 12 | 13 | 35 | -22  |
| 17   | AS Aïn M'lila         | 10  | 19 | 3 | 4 | 12 | 15 | 34 | -19  |
| 18   | US Biskra             | 8   | 19 | 0 | 8 | 11 | 10 | 34 | -24  |
| 19   | CA Bordj Bou Arreridj | 5   | 19 | 0 | 5 | 14 | 13 | 38 | -25  |
| 20   | JSM Skikda            | 1   | 19 | 0 | 1 | 18 | 7  | 42 | -35  |

### Évolution du classement
Le tableau suivant récapitule le classement au terme de chacune des journées définies par le calendrier officiel.
| Journées → | 1  | 2  | 3  | 4  | 5  | 6  | 7  | 8  | 9  | 10 | 11 | 12 | 13 | 14 | 15 | 16 | 17 | 18 | 19 | 20 | 21 | 22 | 23 | 24 | 25 | 26 | 27 | 28 | 29 | 30 | 31 | 32 | 33 | 34 | 35 | 36 | 37 | 38 | 1er | rel. |
| Équipe     |    |    |    |    |    |    |    |    |    |    |    |    |    |    |    |    |    |    |    |    |    |    |    |    |    |    |    |    |    |    |    |    |    |    |    |    |    |    |     |      |
| ---------- | -- | -- | -- | -- | -- | -- | -- | -- | -- | -- | -- | -- | -- | -- | -- | -- | -- | -- | -- | -- | -- | -- | -- | -- | -- | -- | -- | -- | -- | -- | -- | -- | -- | -- | -- | -- | -- | -- | --- | ---- |
| ASAM       | 15 | 5  | 5  | 4  | 5  | 5  | 3  | 6  | 6  | 8  | 9  | 7  | 6  | 8  | 8  | 8  | 7  | 7  | 9  | 10 | 11 | 9  | 11 | 11 | 11 | 11 | 11 | 11 | 11 | 11 | 11 | 14 | 13 | 14 | 13 | 17 | 15 | 18 | 0   | 2    |
| ASO        | 16 | 8  | 8  | 13 | 8  | 6  | 8  | 7  | 10 | 7  | 10 | 11 | 13 | 13 | 15 | 15 | 15 | 14 | 14 | 14 | 12 | 12 | 12 | 13 | 13 | 13 | 13 | 15 | 13 | 13 | 13 | 16 | 15 | 16 | 16 | 16 | 17 | 16 | 0   | 1    |
| CABBA      | 14 | 12 | 15 | 18 | 18 | 19 | 20 | 20 | 20 | 20 | 20 | 20 | 20 | 20 | 20 | 20 | 20 | 20 | 20 | 20 | 20 | 20 | 20 | 20 | 19 | 19 | 19 | 19 | 19 | 19 | 19 | 19 | 19 | 19 | 19 | 19 | 19 | 19 | 0   | 35   |
| CRB        | 10 | 3  | 3  | 3  | 3  | 4  | 5  | 4  | 3  | 2  | 2  | 2  | 4  | 4  | 3  | 3  | 3  | 3  | 4  | 3  | 2  | 2  | 2  | 2  | 2  | 2  | 2  | 2  | 2  | 2  | 1  | 1  | 1  | 1  | 1  | 1  | 1  | 1  | 8   | 0    |
| CSC        | 13 | 9  | 10 | 14 | 11 | 12 | 14 | 13 | 13 | 17 | 13 | 12 | 11 | 11 | 12 | 11 | 11 | 10 | 10 | 9  | 10 | 11 | 9  | 9  | 9  | 8  | 8  | 8  | 8  | 8  | 9  | 9  | 8  | 8  | 8  | 8  | 8  | 8  | 0   | 1    |
| ESS        | 1  | 1  | 1  | 1  | 1  | 1  | 1  | 1  | 1  | 1  | 1  | 1  | 1  | 1  | 1  | 1  | 1  | 1  | 1  | 1  | 1  | 1  | 1  | 1  | 1  | 1  | 1  | 1  | 1  | 1  | 2  | 2  | 2  | 2  | 2  | 2  | 2  | 2  | 30  | 0    |
| JSK        | 12 | 14 | 19 | 9  | 6  | 8  | 10 | 9  | 8  | 10 | 8  | 5  | 8  | 6  | 6  | 5  | 5  | 4  | 3  | 5  | 5  | 7  | 7  | 5  | 6  | 7  | 7  | 7  | 7  | 6  | 6  | 6  | 7  | 5  | 6  | 6  | 6  | 5  | 0   | 1    |
| JSS        | 4  | 4  | 4  | 5  | 4  | 2  | 4  | 3  | 4  | 3  | 4  | 4  | 3  | 2  | 2  | 2  | 2  | 2  | 2  | 2  | 3  | 3  | 3  | 3  | 3  | 3  | 3  | 3  | 3  | 3  | 3  | 3  | 3  | 3  | 3  | 3  | 3  | 3  | 0   | 0    |
| JSMS       | 19 | 19 | 14 | 16 | 17 | 17 | 15 | 16 | 16 | 19 | 19 | 19 | 19 | 19 | 19 | 19 | 19 | 19 | 19 | 19 | 19 | 19 | 18 | 19 | 20 | 20 | 20 | 20 | 20 | 20 | 20 | 20 | 20 | 20 | 20 | 20 | 20 | 20 | 0   | 33   |
| MCA        | 3  | 2  | 2  | 2  | 2  | 3  | 2  | 2  | 2  | 4  | 5  | 6  | 5  | 7  | 7  | 7  | 8  | 6  | 8  | 6  | 7  | 5  | 5  | 6  | 5  | 5  | 5  | 6  | 6  | 7  | 7  | 7  | 6  | 7  | 7  | 7  | 7  | 7  | 0   | 0    |
| MCO        | 6  | 12 | 12 | 6  | 9  | 7  | 6  | 8  | 7  | 9  | 7  | 9  | 7  | 5  | 5  | 4  | 4  | 5  | 5  | 4  | 4  | 4  | 4  | 4  | 4  | 4  | 4  | 5  | 5  | 5  | 5  | 5  | 5  | 6  | 5  | 5  | 5  | 6  | 0   | 0    |
| NAHD       | 7  | 13 | 13 | 15 | 16 | 18 | 16 | 17 | 18 | 14 | 12 | 14 | 14 | 15 | 13 | 14 | 14 | 15 | 15 | 15 | 16 | 17 | 16 | 16 | 15 | 16 | 16 | 16 | 16 | 15 | 16 | 15 | 16 | 17 | 14 | 13 | 13 | 12 | 0   | 5    |
| NCM        | 2  | 7  | 7  | 12 | 14 | 16 | 19 | 18 | 19 | 16 | 17 | 17 | 16 | 17 | 18 | 18 | 18 | 17 | 17 | 16 | 13 | 14 | 14 | 15 | 17 | 15 | 14 | 13 | 14 | 14 | 15 | 13 | 14 | 12 | 11 | 11 | 11 | 9  | 0   | 12   |
| OM         | 18 | 20 | 20 | 11 | 13 | 10 | 7  | 5  | 5  | 5  | 3  | 3  | 2  | 3  | 4  | 6  | 6  | 8  | 6  | 8  | 9  | 8  | 8  | 8  | 8  | 9  | 9  | 9  | 9  | 9  | 8  | 8  | 9  | 10 | 10 | 10 | 10 | 10 | 0   | 3    |
| PAC        | 8  | 10 | 9  | 10 | 7  | 11 | 11 | 11 | 11 | 11 | 11 | 10 | 10 | 9  | 10 | 9  | 9  | 11 | 11 | 11 | 8  | 10 | 10 | 10 | 10 | 10 | 10 | 10 | 10 | 10 | 10 | 10 | 10 | 9  | 9  | 9  | 9  | 11 | 0   | 0    |
| RCR        | 9  | 11 | 11 | 7  | 12 | 13 | 9  | 12 | 12 | 12 | 14 | 13 | 12 | 12 | 14 | 12 | 12 | 12 | 12 | 12 | 15 | 16 | 15 | 14 | 14 | 17 | 17 | 17 | 17 | 16 | 14 | 12 | 11 | 11 | 12 | 12 | 12 | 13 | 0   | 4    |
| USB        | 5  | 6  | 6  | 8  | 10 | 9  | 13 | 14 | 14 | 15 | 16 | 16 | 18 | 16 | 17 | 16 | 16 | 16 | 16 | 17 | 17 | 13 | 13 | 12 | 12 | 12 | 12 | 12 | 12 | 12 | 12 | 11 | 12 | 13 | 15 | 14 | 14 | 14 | 0   | 4    |
| USMA       | 20 | 18 | 17 | 19 | 19 | 14 | 12 | 10 | 9  | 6  | 6  | 8  | 9  | 10 | 9  | 10 | 10 | 9  | 7  | 7  | 6  | 6  | 6  | 7  | 7  | 6  | 6  | 4  | 4  | 4  | 4  | 4  | 4  | 4  | 4  | 4  | 4  | 4  | 0   | 5    |
| USMBA      | 17 | 16 | 19 | 20 | 20 | 20 | 17 | 15 | 15 | 18 | 18 | 18 | 17 | 18 | 16 | 17 | 17 | 18 | 18 | 18 | 18 | 18 | 19 | 18 | 18 | 18 | 18 | 18 | 18 | 18 | 18 | 18 | 18 | 18 | 18 | 18 | 18 | 18 | 0   | 34   |
| WAT        | 11 | 17 | 16 | 17 | 15 | 15 | 18 | 19 | 17 | 13 | 15 | 15 | 15 | 14 | 11 | 13 | 13 | 13 | 13 | 13 | 14 | 15 | 17 | 17 | 16 | 14 | 15 | 14 | 15 | 17 | 17 | 17 | 17 | 15 | 17 | 15 | 16 | 15 | 0   | 12   |

### Buts marqués par journée
Ce graphique représente le nombre de buts marqués lors de chaque journée.

### Meilleurs buteurs

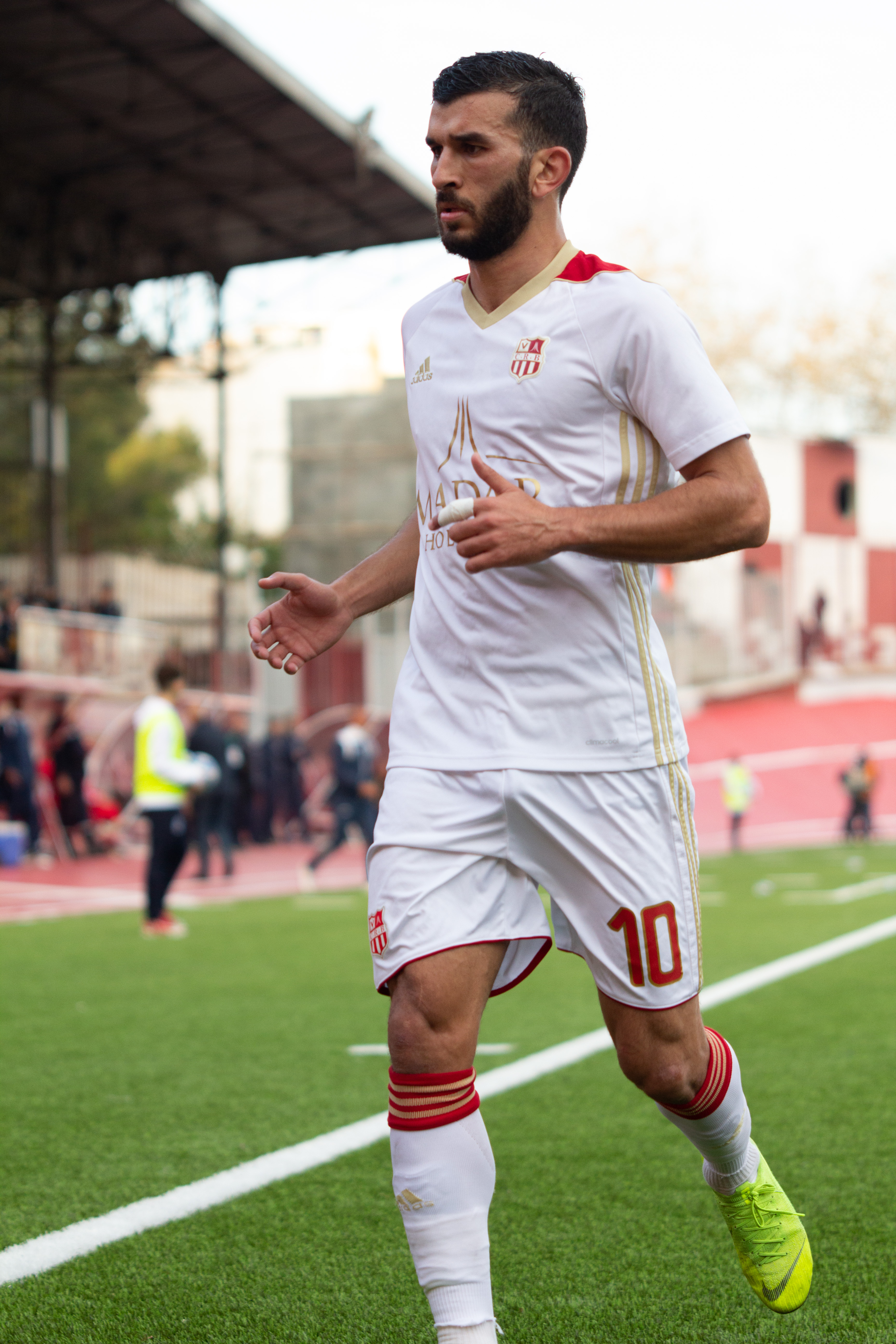
Le joueur du CR Belouizdad Amir Sayoud, Meilleur buteur du Championnat d'Algérie de football 2020-2021.

|    | Buteur                  | Club                     | Buts |
| -- | ----------------------- | ------------------------ | ---- |
| 1  | Amir Sayoud             | CR Belouizdad            | 20   |
| 2  | Billel Messaoudi        | JS Saoura                | 19   |
| 3  | Ismail Belkacemi        | USM Alger                | 16   |
| 4  | Mohamed El Amine Amoura | ES Sétif                 | 15   |
| 5  | Hicham Khalfallah       | O.Médéa/CR Belouizdad    | 15   |
| 6  | Khayreddine Merzougui   | JSM Skikda/CR Belouizdad | 14   |
| 7  | Samy Frioui             | MC Alger                 | 11   |
| 8  | Ahmed Kendouci          | ES Sétif                 | 10   |
| 9  | Houssam Ghacha          | ES Sétif                 | 10   |
| 10 | Abdeljalil Saad         | JS Saoura                | 10   |

| Source : classement buteur Ligue 1 Mobilis |

### Meilleurs passeurs
| #  | Buteur                  | Club          | Buts |
| -- | ----------------------- | ------------- | ---- |
| 1  | Abdelkrim Zouari        | USM Alger     | 13   |
| 2  | Amir Sayoud             | CR Belouizdad | 12   |
| 3  | Belaid Hamidi           | JS Saoura     | 11   |
| 3  | Benamar Mellal          | MC Oran       | 11   |
| 5  | Ahmed Kendouci          | ES Sétif      | 9    |
| 5  | Houssam Ghacha          | ES Sétif      | 9    |
| 7  | Mohamed El Amine Amoura | ES Sétif      | 8    |
| 7  | Aziz Lahmeri            | JS Saoura     | 8    |
| 7  | Chouaïb Debbih          | AS Aïn M'lila | 8    |
| 10 | Ismail Belkacemi        | USM Alger     | 7    |

## Bilan de la saison

### Promotions/relégations
En raison du passage de la D1 de 20 clubs à 18 clubs, quatre clubs sont relégués en D2, et deux montent.
À l’issue de ce championnat :
| Promotions et relégations | Promotions et relégations |
| ------------------------- | ------------------------- |
| Relégués en D2            | JSM Skikda                |
| Relégués en D2            | CA Bordj Bou Arreridj     |
| Relégués en D2            | USM Bel Abbès             |
| Relégués en D2            | AS Aïn M'lila             |
| Promus en D1              | HB Chelghoum Laïd         |
| Promus en D1              | RC Arbaâ                  |

- Meilleure attaque : CR Belouizdad (71 buts inscrits)
- Meilleure défense : CR Belouizdad (27 buts encaissés)
- Premier but de la saison[27] :  Abdelkader Boutiche   44e pour le MC Oran lors de NA Hussein Dey - MC Oran (1-1) le 27 novembre 2020 (1re journée)
- Dernier but de la saison :  Ouail Bensahli   90+1e pour le CS Constantine lors de USM Bel Abbès - CS Constantine (0-1) le 24 août 2021 (38e journée)
- Premier penalty :
  - Transformé[28] :  Abdelkader Boutiche   44e (pen.) pour le MC Oran lors de NA Hussein Dey - MC Oran (1-1) le 27 novembre 2020 (1re journée)
  - Raté :  Abdelkader Boutiche  59e pour le MC Oran lors de O Médéa - MC Oran (1-1) le 11 décembre 2020 (3e journée)
- Premier but sur coup franc direct :  Abdelkrim Zouari   51e pour l'USM Alger lors de JS Saoura - USM Alger (2-2) le 5 décembre 2020 (2e journée)
- Premier but contre son camp :  Mehdi Beneddine   27e pour le CS Constantine lors de CS Constantine - USM Alger (2-1) le 23 décembre 2020 (5e journée)
- But le plus rapide d'une rencontre :  Akram Demane  1 csc pour l'USM Alger lors de l'USM Alger - NC Magra (3-0) le 26 février 2021 (15e journée).
- But le plus tardif d'une rencontre :
- Plus jeune buteur de la saison :  Yassine Mohamed El Ghazali Titraoui pour le Paradou AC lors de la 36e journée contre le NA Hussein Dey le 16 août 2021 à l'age de 18 ans et 21 jours.
- Plus vieux buteur de la saison :  Hadj Bouguèche pour le NC Magra lors de la 21e journée contre l'AS Ain M'lila le 16 mai 2021 à l'age de 37 ans 5 mois et 9 jours.
- Premier doublé :  Kaddour Beldjilali  50,81 pour l'ASO Chlef lors de NC Magra 3-2 ASO Chlef le 28 novembre 2020 (1re journée)
- Doublé le plus rapide : minutes
- Premier triplé :  Adil Djabout  3,9,16 pour l'AS Ain M'lila lors de MC Alger 3-3 AS Ain M'lila le 22 janvier 2021 (9e journée)
- Triplé le plus rapide : 12 minutes  Khayreddine Merzougui  69,72,81 pour le CR Belouizdad lors de CR Belouizdad 6-1 RC Relizane le 1er juillet 2021 (28e journée)
- Plus grand nombre de buts dans une rencontre pour un joueur : 4 buts pour Billel Messaoudi lors de JS Saoura - RC Relizane (5-1) le 22 mai 2021 (22e journée)
- Premier carton jaune  :  Idir Mokeddem du CS Constantine lors de CS Constantine - WA Tlemcen (0-0) à la 11e le 27 novembre 2020 (1re journée)
- Premier carton rouge  :  Islam Chahrour de l'ASO Chlef lors de NC Magra - ASO Chlef (3-2) à la 29e le 28 novembre 2020 (1re journée)
- Plus large victoire à domicile : 8 buts d'écart lors de ES Sétif - USM Bel Abbès (8-0) le 22 mai 2021 (22e journée)
- Plus large victoire à l'extérieur : 6 buts d'écart lors de ASO Chlef - JS Saoura (0-6) le 20 février 2021 (14e journée) et lors de JSM Skikda - CR Belouizdad (0-6) le 8 juin 2021 (21e journée)
- Plus grand nombre de buts dans une rencontre : 9 buts lors de Paradou AC - MC Oran (5-4) le 27 juillet 2021 (34e journée)
- Plus grand nombre de buts dans une mi-temps :
  - en 1re mi-temps 5 buts : lors du JSM Skikda - CR Belouizdad (0-5) à la mi-temps et score final (0-6) le 8 juin 2021 (21e journée).
  - en 2e mi-temps 8 buts : lors de Paradou AC - MC Oran (1-0) à la mi-temps et score final (5-4) le 27 juillet 2021 (34e journée).
- Plus grand nombre de buts dans une mi-temps pour une équipe :
  - 5 buts : Pour le MC Oran lors de MC Oran - US Biskra (1-0) à la mi-temps et score final (6-0) le 12 février 2021 (13e journée) et pour le CR Belouizdad lors de JSM Skikda - CR Belouizdad (0-5) à la mi-temps et score final (0-6) le 8 juin 2021 (21e journée)

| Championnat d'Algérie de football 2020-2021 |                              |
| Champion                                    | CR Belouizdad                |
| Champion d'automne                          | ES Sétif                     |
| Coupes et trophées                          |                              |
| Vainqueur de la Supercoupe d'Algérie 2021   | en cours                     |
| Vainqueur de la Coupe de la Ligue 2020-2021 | Jeunesse Sportive de Kabylie |
| Qualifications continentales                |                              |
| Ligue des champions de la CAF 2021-2022     | CR Belouizdad                |
| Ligue des champions de la CAF 2021-2022     | ES Sétif                     |
| Coupe de la confédération 2021-2022         | JS Saoura                    |
| Coupe de la confédération 2021-2022         | JS Kabylie                   |
| Promotions et relégations                   |                              |
| Promus en Ligue 1                           | Rc Arba                      |
| Promus en Ligue 1                           | Chelghoum Laïd               |
| Relégués en Ligue 2                         | AS Aïn M'lila                |
| Relégués en Ligue 2                         | USM Bel Abbès                |
| Relégués en Ligue 2                         | CA Bordj Bou Arreridj        |
| Relégués en Ligue 2                         | JSM Skikda                   |

## Parcours en Coupes d'Afrique
Le parcours des clubs Algériens en coupes d'Afrique permet détermine le coefficient de la CAF, et donc le nombre de clubs Algériens présents en coupes d'Afrique les années suivantes.
| Club          | Compétition                   | Résultat         | Ultime(s) adversaire(s) | Ultime(s) adversaire(s) | Ultime(s) adversaire(s) |
| ------------- | ----------------------------- | ---------------- | ----------------------- | ----------------------- | ----------------------- |
| CR Belouizdad | Ligue des champions de la CAF | Quart de finale  | ES Tunis                | ES Tunis                | ES Tunis                |
| MC Alger      | Ligue des champions de la CAF | Quart de finale  | Wydad AC                | Wydad AC                | Wydad AC                |
| ES Sétif      | Coupe de la confédération     | Phase de groupes | Enyimba FC              | Orlando Pirates FC      | Al Ahly Benghazi        |
| JS Kabylie    | Coupe de la confédération     | Finaliste        | Raja CA                 | Raja CA                 | Raja CA                 |